# Depresja anaklityczna
Depresja anaklityczna – termin wprowadzony w 1940 przez René Spitza na oznaczenie zaburzeń obserwowanych u części noworodków i niemowląt, które to zaburzenia mają wiązać się z izolacją od matki (np. w związku z pobytem dziecka w szpitalu, lub umieszczeniem w domu dziecka). Obraz depresji anaklitycznej obejmuje:
- utratę apetytu,
- zaburzenia rytmu snu i czuwania,
- małą ruchliwość,
- brak typowej dla tego okresu rozwojowego reakcji płaczu,
- objawy dyspepsji,
- zanik ssania,
- niekiedy epizody hipertermii.

Depresja anaklityczna ustępuje w okresie 3 miesięcy po połączeniu matki z dzieckiem.